# Mtekente
Mtekente ist ein Verwaltungsbezirk (englisch Ward) des Distrikts Iramba in der tansanischen Region Singida.

## Geografie
Mtekente ist ein Bezirk im nördlichen Zentralteil von Tansania etwa 75 Kilometer nordwestlich der Regionshauptstadt Singida. Der Bezirk grenzt im Norden an Mtoa, im Osten an Ndago, im Süden an Urughu und im Westen an Lugubu in der Region Tabora. Bei der Volkszählung 2022 lebten 25.693 Menschen in 4035 Haushalten auf einer Fläche von 447 Quadratkilometern.

## Gliederung
Der Bezirk besteht aus vier Gemeinden (swahili Mtaa) mit 25 Orten (Kitongoji):
| Lunsanga - Mtakuja - Kagera - Shuleni - Mnadani - Kigulunsungi - Lunsanga - Kimbai A - Kimbai B - Kimbai C | Msansao - Uswahilini - Shuleni - Nkalemui - Magoba - Numbanumba - Msansao - Matinje A - Matinje B | Ujungu - Ujungu A - Ujungu B - Ujungu C - Ujungu D | Kisonga - Msikitini - Shuleni - Kanisani - Zaire |

## Infrastruktur
- Bildung: Die Mtekente Secondary School ist eine staatliche weiterführende Schule mit einer Ausbildung bis zur 4. Stufe.[8] Im Jahr 2024 errichtete eine Baumwollverarbeitungsfabrik ein Schülerwohnheim und übergab es der Bezirksleitung.[9]
- Gesundheit: In der Gemeinde Lusanga gibt es eine staatliche Apotheke.[10]